# Mobilité IPv6
La mobilité IPv6 est la partie du protocole IPv6 permettant à un utilisateur nomade de changer d'emplacement tout en conservant ses connexions. Elle est définie dans la RFC 6275 (anc. RFC 3775.) 